# Discographie de Christophe
Cet article regroupe la discographie du chanteur Christophe.

## Discographie française

### 45T EP Golf Drouot
- 1964 : Reviens Sophie / Cette fureur de vivre / Ça n'fait rien / Se dire adieu

### 45T EP Disques Az
- 1965 : Aline / Je l'ai retrouvée / Je ne t'aime plus / La Fille aux yeux bleus
- 1965 : Les Marionnettes / Je suis parti / Tu n'es plus comme avant / Noël
- 1966 : Je chante pour un ami / Cette vie là / La Danse a trois temps / J'ai remarché
- 1966 : Excusez-moi monsieur le professeur / La Camargue / Pour un oui / Christina
- 1966 : J'ai entendu la mer / Cette musique / Le Spectacle / Tu es folle
- 1966 : À ceux qu'on aime / Avec des mots d'amour / Maman / Les Amoureux qui passent

### 45T EP Disques Barclay
- 1967 : Je sais que c'est l'été / Le Coup de fouet / Les Espagnols / La Petite Gamine
- 1968 : Amour interdit / Passons une nuit blanche / Confession / Si tu veux, je peux

### 45T Disques Motors
- 1970 : The Girl From Salina / Sunny Road To Salina
- 1971 : La Petite Fille du 3e / Mere, tu es la seule
- 1971 : Mal / Épouvantail
- 1971 : Mes passagères / Fait chaud ce soir
- 1972 : Oh mon amour / Goodbye, je reviendrai
- 1972 : Main dans la main / Nue comme la mer
- 1973 : La vie c'est une histoire d'amour / Les Jours où rien ne va
- 1973 : Belle / Rock monsieur
- 1973 : Les Paradis perdus / Mama
- 1973 : Mickey / Emporte-moi
- 1973 : L'Amour toujours l'amour / La bête
- 1974 : Señorita / Le Temps de vivre
- 1974 : Les Mots bleus / Le Dernier des Bevilacqua
- 1975 : Petite Fille du soleil / Le Petit Gars
- 1976 : Merci John d'être venu / Paumé
- 1976 : Une autre vie / Paumé
- 1976 : Daisy / Macadam
- 1977 : La dolce vita / La Mélodie
- 1978 : Un peu menteur / Ce mec-lou
- 1979 : Aline / Je ne t'aime plus
- 1980 : L'Italie / Question ambiance
- 1980 : Agitation / Les Tabourets du bar
- 1983 : Succès Fou / Cœur défiguré
- 1983 : Mon amie la jalousie / Souvenir de Laura
- 1983 : Dernier Baiser / La Nuit bleue
- 1984 : J'l'ai pas touchée / Voix sans issue
- 1985 : Ne raccroche pas / Méchamment rock'n'roll
- 1988 : Chiqué chiqué / Un tour d'Harley avec Lucy
- 1988 : Chiqué chiqué (vers. longue) / Besame mucho / Ne raccroche pas (vers. longue)

CD single Disques EPIC
- 1996 : Le Tourne-cœur (radio edit) / Le Tourne-cœur (Spacer remix) / Le Tourne-cœur (Sie edit)
- 1996 : Qu'est-ce que tu dis là ?

CD single Mercury
- 2001 : Ces petits luxes

45T AZ
- 2002 : Les Paradis perdus (Live Olympia 2002)
- 2008 : Mal comme

Single Capital Records
- 2019 : Succès fou (en duo avec Nusky & Vaati)

### Compilations
- 1983 : Les Succès fous d'un chanteur fou
- 1985 : Mes chansons, mes passions (triple-Vinyl)
- 1985 : Versions originales (triple-Vinyl)
- 1989 : Master Série
- 1990 : Succès fous (double-CD)
- 1993 : Clichés d'amour (best-of dédié aux ballades et chansons sentimentales)
- 1996 : Mon univers
- 2002 : Best of
- 2006 : Best of Christophe
- 2007 : La Dolce Vita (triple-CD)
- 2009 : Le Chanteur (best-of dédié aux titres obscurs et peu commercialisés de sa carrière)
- 2020 : Ultime (triple disque)
- 2020 : Christophe (double disque)
- 2021 : Ces petits luxes - Intégrale 2001-2019 (Coffret Intégral)
- 2021 : Le Beau Bizarre - Intégrale 18 CD (Coffret Intégral)
- 2021 : L'intégrale Vinyles (Coffret 11 Vinyles)

## Participations
- 2003 : La Chanson du vieux bébé (album Sol En Cirque)
- 2006 : Ça pue (album Le Grand Dîner, un hommage à Dick Annegarn)
- 2007 : L'un dans l'autre (album Arkhangelsk, d'Erik Truffaz)
- 2008 : Bouche pute (album Ersatz, de Julien Doré)
- 2010 : Jours de lumière (album De toi à moi, de Salvatore Adamo)
- 2011 : Alcaline (album hommage Tels Alain Bashung)
- 2011 : Hollywood (album L'un n'empêche pas l'autre, en duo avec Brigitte Fontaine)
- 2011 : Je viens d'ailleurs (album Jacno Future, en hommage à Jacno)
- 2011 : L'Impossible Abîme et Boby (album Le Lendemain, de Loane)
- 2013 : Collector (album Ghost surfer de Cascadeur)
- 2016 : Lucie (album Balavoine(s) de Daniel Balavoine)
- 2017 : Un portrait de Norman Rockwell en duo avec Eddy Mitchell sur son album La Même Tribu
- 2018 : Poète maudit en duo avec Pascal Obispo sur son album éponyme
- 2019 : Mosset / Christophe, projet expérimental où Christophe met en musique des entretiens du peintre suisse Olivier Mosset, un projet conçu par l'artiste et curateur Martin Widmer et la curatrice Marie Villemin[1]
- 2020 : Vous, c'est vous sur l'album hommage à Guy Béart Béart(s)
- 2023 : Où tu ne m'attendais pas en duo avec Isabelle Adjani sur son album Bande originale